# KiK
KiK Textilien und Non-Food GmbH (zkratka pro Kunde ist König, v překladu Zákazník je král) je německý textilní diskont. Byl založen v roce 1994. Společnost provozuje prodejny v Německu, Rakousku, Slovinsku, Česku, Maďarsku, Slovensku, Chorvatsku, Polsku, Nizozemsku, Itálii a Rumunsku.

## Kik v Česku
KiK přišel na český trh v roce 2007. V roce 2018 v Česku provozoval 214 prodejen.